# Vockeröder Lindengruppe
Die kreisförmig angelegte Vockeröder Lindengruppe im nordhessischen Werra-Meißner-Kreis wurde bereits in der Mitte der 1930er Jahre zu einem Naturdenkmal erklärt. Die Bäume, die nach der Beendigung des Deutsch-Französischen Krieges von 1870 bis 1871 gepflanzt worden sein sollen, wurden auch „Junghanslinden“ genannt. Den Namen verdankten sie vermutlich den Schöpfern des Tanzplatzes, der innerhalb der Baumgruppe angelegt und einst für Veranstaltungen genutzt wurde. Nach einer anderen Version war der Anlass der Pflanzung die Freude über das Ende der „Franzosenherrschaft“ im Jahr 1813.
Am Rande des Platzes wurde 1973 der „Pontanistein“ neu gesetzt. Mit eine Plakette erinnert er an Professor Bernhard Pontani, einem Gymnasiallehrer aus Eschwege, der als der Initiator zur Gründung des Werratalvereins im Jahr 1883 gilt. Von Anfang an war er als Geschäftsführer dieses Heimat- und Wandervereins tätig, bevor er von 1901 bis 1918 den Vorsitz übernahm.

## Standort

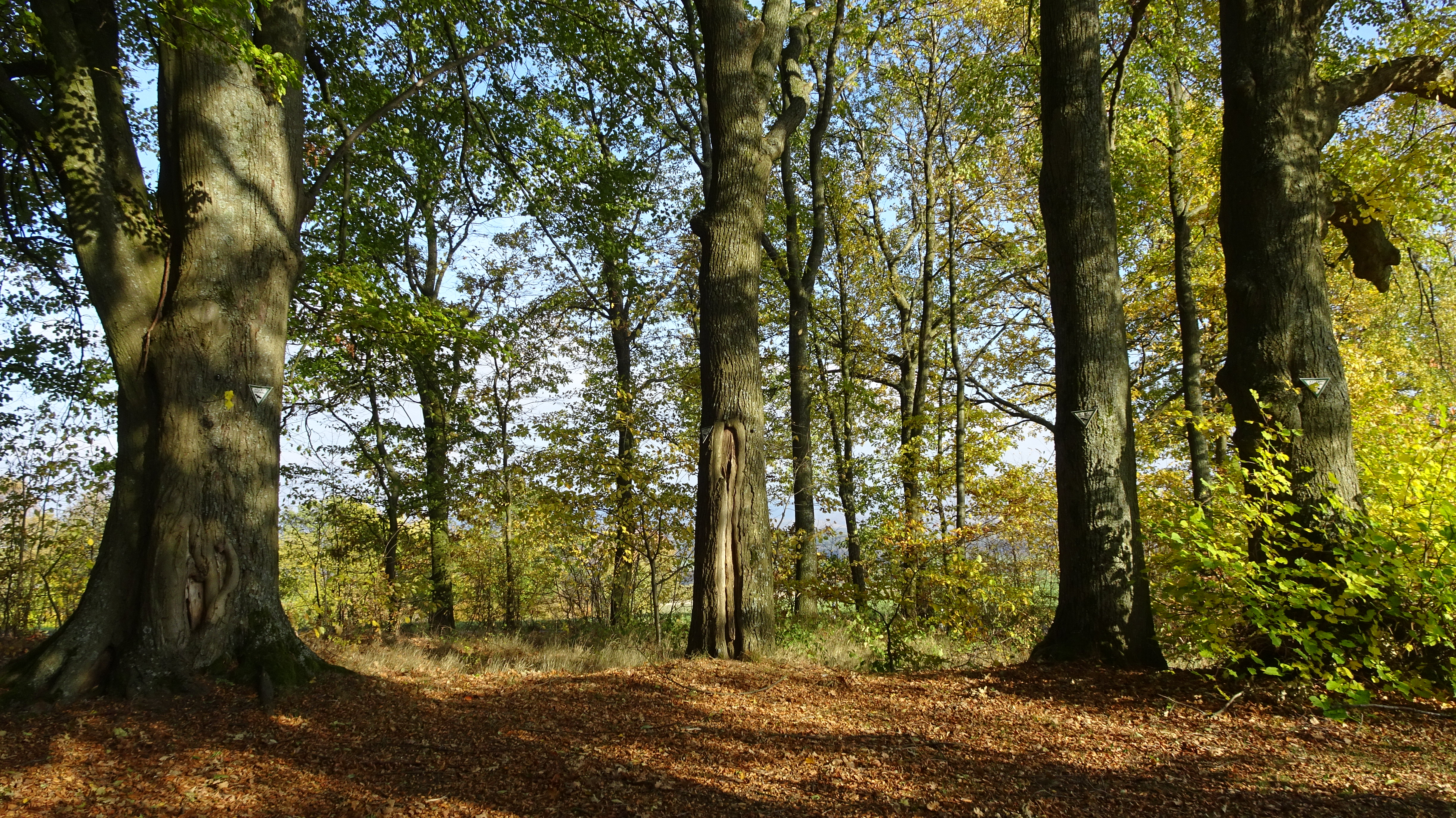
Der Bereich an der Landesstraße

Die denkmalgeschützten acht Linden stehen an der Landesstraße 3241, die von Vockerode nach Schwalbenthal führt, rund 500 m oberhalb von Vockerode, einem Ortsteil der Gemeinde Meißner. Vor der Baumgruppe wurde die Freizeitanlage des Ortes mit Spiel- und Grillplatz angelegt. Von hier bietet sich ein Blick über das östliche Meißnervorland und das Eschweger Becken bis zu den Werrabergen. In der naturräumlichen Gliederung Deutschlands, die auf der Geographischen Landesaufnahme des Instituts für Landeskunde Bad Godesberg basiert, befindet sich der Bereich mit der Lindengruppe zwischen den Teileinheiten Hoher Meißner (357.81) des Fulda-Werra-Berglands (357) und Meißner (358.03) des Unteren Werraberglands (358) in der Haupteinheitengruppe des Osthessischen Berglands.

## Schutz
Die Baumgruppe hat in der Liste der Naturdenkmale des Werra-Meißner-Kreises die Nummer ND 636.589 und wird als „rechtsverbindlich festgesetzte Einzelschöpfung der Natur“ durch das Bundesnaturschutzgesetz besonders geschützt. Anlässlich der Neuregelung des Naturschutzes durch das Naturschutzgesetz vom 26. Juni 1935 wurden zehn Eichen und Linden im Bereich „Die Kohleisen“ der Gemarkung Vockerode mit Zustimmung der höheren Naturschutzbehörde unter der laufenden Nummer 89 in das Naturdenkmalbuch des Kreises Eschwege eingetragen und erhielten mit dem Inkrafttreten der Verordnung zur Sicherung von Naturdenkmalen in den Stadt- und Landkreisen des Regierungsbezirks Kassel am 1. November 1936 den Schutz des Reichsnaturschutzgesetzes.
In unmittelbarer Nähe zu der Lindengruppe steht an der Landesstraße die sogenannte „Schäferlinde“, die mit der gleichen Verordnung zu einem Naturdenkmal erklärt wurde. In der Liste der Naturdenkmale des Werra-Meißner-Kreises hat sie die Nummer ND 636.588.

## Besucherhinweis

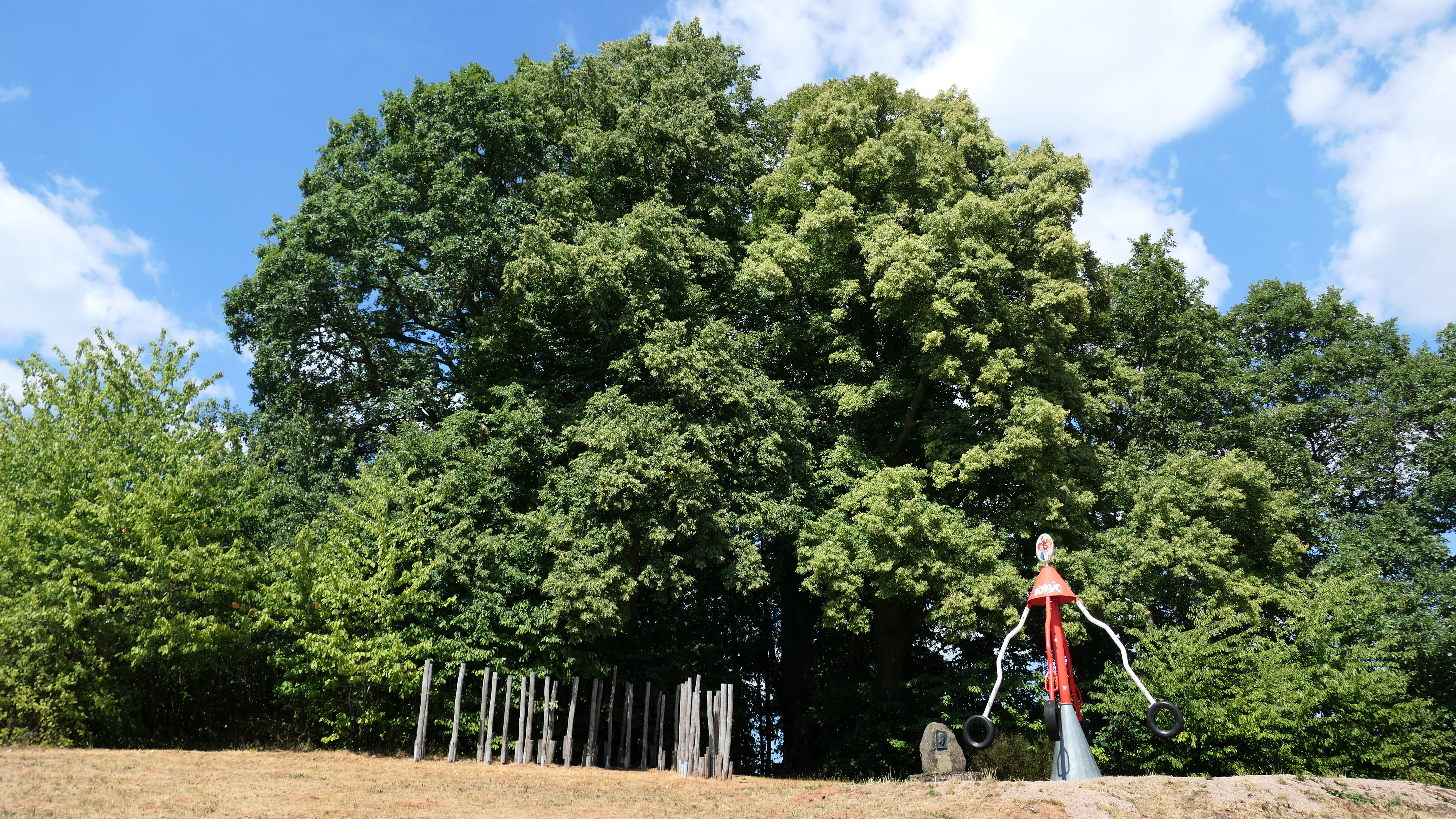
Die Lindengruppe von Süden, oberhalb des Spiel- und Grillplatzes

Bei dem Spiel- und Grillplatz unterhalb der Lindengruppe befindet sich ein Wanderparkplatz. Hier beginnt ein rund zwei Kilometer langer Zuweg zum Barfußpfad des Geo-Naturparks Frau-Holle-Land.